# Vertigini
Vertigini es el 4° sencillo de Noemi del álbum Sulla mia pelle (Deluxe Edition).

## La canción
Vertigini fue escrito por Diego Calvetti, Massimiliano Calò y Giuseppe Romanelli; es el 4° sencillo de Noemi. Vertigni se publicó el 14 de mayo de 2010. La canción fue incluida en el álbum Sulla mia pelle (Deluxe Edition) publicado  el 17 de febrero de 2010.

## Versiones
| N.º | Título                                                  | Escritor(es)                                          | Duración |  |
| 1.  | «Vertigini (Versión Radio Edit)»                        | Diego Calvetti, Massimiliano Calò, Giuseppe Romanelli | 3:36     |  |
| 2.  | «Vertigini» (en álbum Sulla mia pelle (Deluxe Edition)) | Diego Calvetti, Massimiliano Calò, Giuseppe Romanelli | 3:56     |  |
| 3.  | «Vertigini» (en EP Noemi)                               | Diego Calvetti, Massimiliano Calò, Giuseppe Romanelli | 3:21     |  |

## Clasificación
| Clasificación (2010) | Posición más alta |
| -------------------- | ----------------- |
| Itunes               | 1                 |
| Musica & Dischi      | 1                 |
| Dada                 | 1                 |
| Airplay Italia       | 1                 |

- Datos: Q2570512